# 트리플루랄린
트리플루랄린(Trifluralin)은 일반적인 발아 전 선택성 제초제로, 다이나이트로아닐린이다. 2001년 미국에서 약 14백만 파운드 (6,400 t), 2012년에 3–7백만 파운드 (1,400–3,200 t)가 사용되어 가장 널리 사용되는 제초제 중 하나이다. 트리플루랄린은 호주, 뉴질랜드, 브라질, 그리고 이전에는 유럽 연합에서도 사용되었다. 1964년에 도입된 트리플루랄린은 처음으로 농화학물질로 사용된 유기 플루오린 화합물이었다.
트리플루랄린은 일반적으로 토양에 살포하여 연간 풀 및 광엽 잡초를 방제한다. 그것은 유사분열을 방해하여 뿌리 발달을 저해하고 잡초가 발아할 때 방제한다. 트리플루랄린은 식물 내에서 거의 이동하지 않고 뿌리에 머문다.

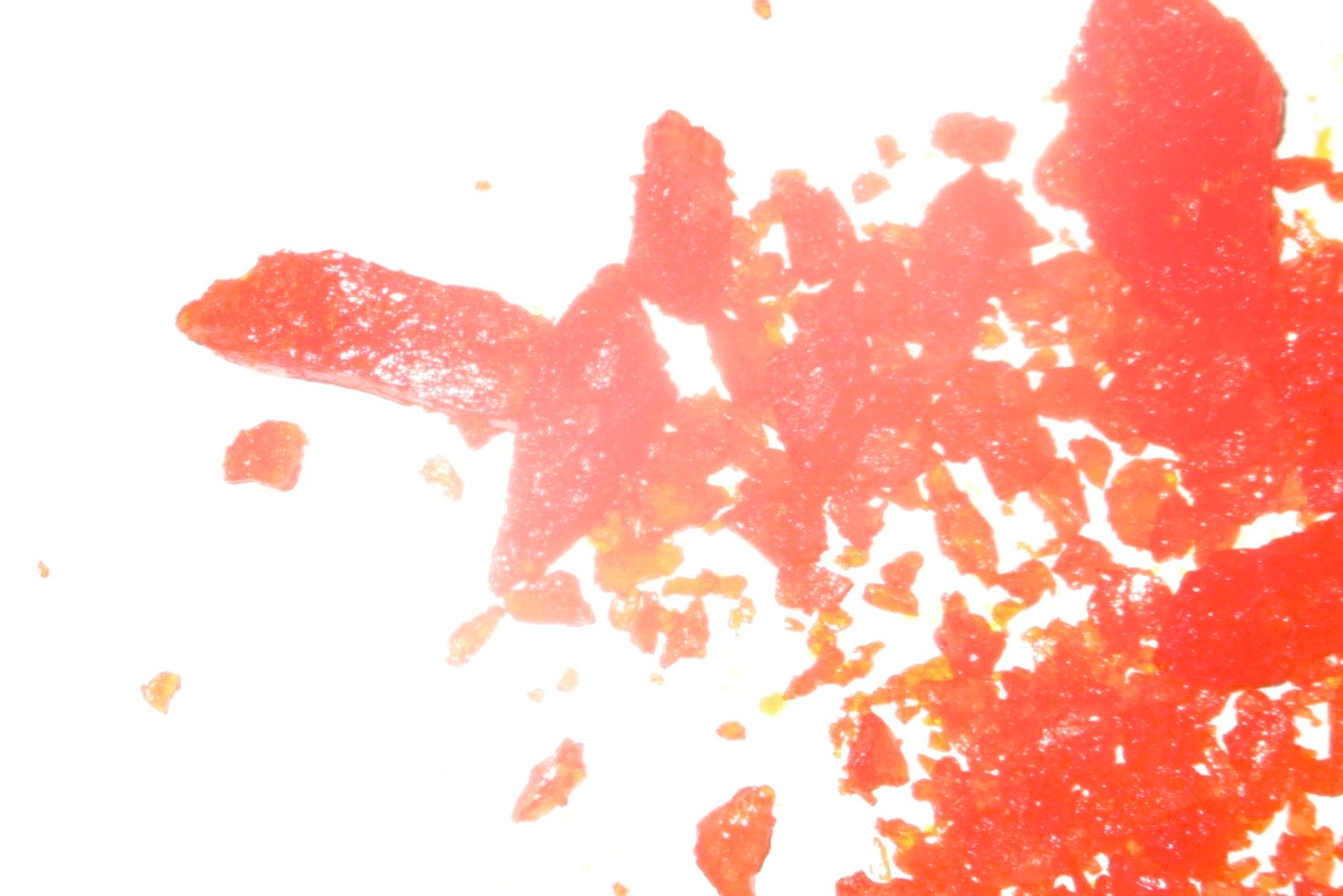
기술 등급 트리플루랄린 결정

## 발견
1950년대에는 콩과 면섬유를 보호할 선택적 제초제가 없었으므로 (2,4-DNP를 사용할 수 있었지만 작물을 파괴하지 않도록 정밀하게 살포해야 했다), 릴리 리서치 랩은 1958년부터 1980년까지 2000여 개의 화합물을 맹목적으로 스크리닝하여 결과를 찾았다. 트리플루랄린은 처음에는 실패로 여겨졌지만, 몇 주 후에도 해당 구역은 잡초가 없었다. 대신 표토에 혼합하여 살포하는 것이 8배 더 효과적이었다. 식재 전 토양 혼합은 당시 새로운 기술이었다. 트리플루랄린의 이국적인 4-트라이플루오로메틸이 플루오로, 브로모 또는 아이오도와 같은 더 일반적인 후보들보다 왜 그렇게 일찍(1960년) 테스트되었는지는 불분명하다.

### 역사
1968년까지 트리플루랄린은 호주와 뉴질랜드를 포함하여 국제적으로 이용 가능했으며, 1974년에는 미국에서 22,960,000 lbs를 사용하여 5번째로 가장 많이 사용되는 제초제였다. 1980년대에 개발된 효율적인 발아 후 아세토락트산 신타제 및 ACCase 억제제가 트리플루랄린을 크게 대체했지만, 잡초가 발아 후 제초제에 저항성을 갖게 되고 무경운 또는 저경운 농법이 증가하면서 트리플루랄린 시장이 다시 활성화되었다.
트리플루랄린은 라틴 아메리카에 도입되었다. 브라질에서는 사탕수수와 콩에 사용되며, 2019년에는 416만 lbs가 사용되었다.

### 유사체
관련 화합물은 유사한 제초 특성을 보인다. 16개의 트라이플루오로메틸(트리플루랄린과 같은) 화합물에 대한 연구에서 발아 전에는 더 활성적이며, 메틸 화합물은 발아 후에는 더 활성적임이 입증되었다. 트리플루랄린의 두 프로필 그룹(에틸, 알릴 또는 부틸)을 대체하면 모든 경우에 발아 전 활성이 낮아졌고, 발아 후 활성은 에틸, 알릴 조합 유사체에서 가장 높았다.
니트라린은 트라이플루오로메틸 그룹을 메틸설포닐로 대체한다. 벤플루랄린은 프로필-프로필 그룹을 에틸-부틸로 대체한다. 프로플루랄린은 하나의 프로필 그룹을 시클로프로필메틸로 대체한다. 프로플루랄린과 니트라린은 대부분 구식화되었지만, 벤플루랄린은 상업적으로 사용되고 있으며 트리플루랄린보다는 적게 사용된다.

## 메커니즘 및 효과

### 미세소관 억제
트리플루랄린 또는 다른 다이나이트로아닐린은 튜불린 단백질에 결합하여 미세소관 형성을 억제한다. 튜불린은 중합하여 미세소관을 형성하며, 이는 세포의 세포골격을 구성한다. 트리플루랄린은 튜불린에 결합하며, 이 변형된 '제초제 복합체'는 성장하는 미세소관에 통합되어 더 이상의 튜불린 결합을 차단하고 세포 분열을 멈춘다. 또한 미세소관을 탈중합(분할)시킨다.
다이나이트로아닐린은 식물과 원생생물의 미세소관에 영향을 미치지만 동물, 곰팡이, 당근의 미세소관에는 영향을 미치지 않는다. 심지어 실험실 작업에서 정제된 형태의 당근 미세소관도 영향을 받지 않는다.
낮은 용해도, 높은 토양 흡착력 및 높은 휘발성 때문에 다이나이트로아닐린 제초제는 주로 기체 증기를 통해 식물에 흡수된다.

### 저항성
진화된 저항성은 α- 또는 β-튜불린의 돌연변이를 통해 나타날 수 있으며, 이는 특히 원생생물에서 흔하다. 잡초가 튜불린 파괴 제초제에 대한 저항성을 진화시키는 것은 α-튜불린과 β-튜불린 모두 돌연변이해야 하기 때문에 특히 어렵다. 이들의 발현 불균형은 치명적일 수 있기 때문이다. 비표적 부위 저항성은 일반적으로 트리플루랄린의 대사 증가를 통해 나타난다. 잡초 내에서의 최소한의 이동만으로도 발아를 방지할 수 있기 때문에 이동 관련 메커니즘은 효과적이지 않다.
저항성은 롤리움 리지덤(호밀)에 프로설포카브를 반복적으로 살포했을 때 퇴화되는 것으로 나타났다. 아마도 프로설포카브 저항성 메커니즘은 트리플루랄린 저항성의 역이며, 더 큰 대사보다는 제초제 대사가 더 낮아야 한다. 따라서 한 메커니즘으로 저항성을 기르면 잡초는 다른 것에 대한 저항성을 되돌린다. 일부 저항성 메커니즘은 잡초에 심각한 적응도 비용을 부과하며, 예를 들어 성장 속도가 훨씬 감소한다. 저항성은 유기인 살충제인 포레이트를 살포하여 실험적으로 줄일 수도 있는데, 이는 식물의 P450 효소 생성을 줄여 식물 내 트리플루랄린의 대사를 감소시킨다.
트리플루랄린은 그룹 D 저항성 분류 (호주)에 속하며, K1 또는 3. (전 세계 또는 숫자)에 속한다. 다른 그룹 D 제초제도 거의 동일한 저항성을 보인다.

### 증상
밀과 트리티칼은 트리플루랄린의 영향을 받으면 뿌리 연장이 감소하고, 정자근의 수가 증가하며, 뿌리 직경이 증가하고, 뿌리 건조 중량이 감소하는 증상을 보인다.

## 환경 규제
트리플루랄린은 주로 수생 생물에 대한 높은 독성 때문에 2008년 3월 20일부터 유럽 연합에서 금지되었다. 특히 수생 위험, 트리플루랄린 대사물의 침전물 생물에 대한 독성, 비곡물 작물에 대한 잠재적인 소비자 노출 때문이다. 또한 수생 독성, 생체 축적의 "높은" 잠재력, "토양에서의 높은 지속성" 및 바람을 통한 장거리 이동 가능성에 대해서도 우려했다.
영국은 동일한 법률에 따라 트리플루랄린을 금지했다. IPU도 동시에 금지되면서 농민들이 검정풀을 방제할 수 있는 선택지가 거의 남지 않았다.
트리플루랄린은 청정대기법에 따라 규제 물질로서 미국 미국 환경보호청의 유해 대기 오염 물질 목록에 포함되어 있다.

## 살포
트리플루랄린은 일반적으로 유제 또는 과립 형태로 판매된다. 살포량은 헥타르당 480g/L 제형 0.8-3.0L 등으로 다양하며, 일반적으로 물과 희석하여 사용한다. 기타 호환 가능한 제초제와 함께, 예를 들어 이소프로투론과 함께 한 번에 살포할 수도 있다.
트리플루랄린은 파종 후 24시간 이내, 경우에 따라 더 빨리 토양에 혼입해야 한다. 다양한 방법으로 이를 달성할 수 있으며, 대부분 5-13cm 깊이로 설정된 기계를 사용한다. 이는 트리플루랄린의 상대적으로 높은 증기압으로 인한 휘발 손실을 최소화하기 위함이다. 민감한 작물에서도 선택적 방제가 가능하며, 제초제 층 아래에 파종하면 얕게 발아하는 잡초는 방제될 것이다. 그루터기 덮개는 효과를 감소시키지만, 물 사용량을 늘리면 그 효과를 상쇄할 수 있다. 한 실험에서 30L/ha에서 53%의 라이그래스 방제가 150L/ha에서는 78% 방제가 되었다. 물방울 크기는 결과에 영향을 미치지 않았으며, 흡착 및 용해도의 큰 차이에도 불구하고 피록사설폰에서도 유사한 효과가 나타났다.

## 환경적 행동
트리플루랄린은 분해되면서 많은 생성물로 분해되며, 궁극적으로 토양에 결합된 잔류물로 통합되거나 이산화탄소(광물화)로 변환된다. 트리플루랄린의 특이한 행동 중 하나는 습한 토양에서의 비활성화이다. 이는 환원된 토양 광물에 의한 제초제의 변형과 관련이 있으며, 이는 다시 무산소 호흡에서 전자 수용체로 사용한 토양 미생물에 의해 이전에 환원되었다. 이 환경파괴 과정은 많은 구조적으로 관련된 제초제(다이나이트로아닐린) 뿐만 아니라 TNT 및 피크르산과 같은 다양한 폭발물에서도 보고되었다.
트리플루랄린은 토양에서 약 180일의 긴 반감기를 가지지만, 토양 이동성이 낮고 휘발성이 높아 높은 살포율로도 허용된다. 침출에 극히 강하고 측면 토양 이동이 거의 없다. 반복적인 연간 살포는 토양에서 꾸준하고 지속적인 감소를 보이며 권장량보다 훨씬 초과하여 살포하더라도 축적되지 않는다.
자외선은 분해를 유발할 수 있다. 트리플루랄린은 가수분해에 안정적이다.

### 건강 영향
트리플루랄린은 포유류와 닭에게는 많은 양에도 안전하다. 포유류는 경구 섭취 후 72시간 이내에 85%를 배설한다. 그러나 물고기에게는 유독하다: 무지개 송어의 LC50은 10-40 μg/L이다. 대사는 갑상샘을 포함한다; 쥐에게 심하고 지속적인 노출은 과도한 자극을 통해 스트레스를 줄 수 있다.

#### 암
트리플루랄린이 발암물질인지에 대한 논의가 있다. 1986년 비호지킨 림프종 3건에 대한 연구와 같은 일부 연구에서는 관련성을 보였지만, 이후 더 큰 연구에서는 유의미한 관련성을 찾지 못했다. 한 리뷰 연구에서는 트리플루랄린과 다양한 종류의 암을 비교하여 한 연구 집단에서만 발견된 결장암을 제외하고는 관련성을 찾지 못했다. 사람에 대한 연구는 여전히 설득력이 없지만, EPA 동물 독성 데이터는 트리플루랄린의 "가능한 발암물질성"을 지지한다. 폐암과는 연관성이 없다. 트리플루랄린 노출은 세포 세포자살을 감소시킬 수 있다.
트리플루랄린은 포유류 난소(쥐에서 150mg/kg/일로 테스트됨)에 대해 난모세포 품질에 영향을 미치지 않았지만, 난소 체세포에 스트레스 반응을 유발할 수 있다. 생식력은 영향을 받지 않았다. pRb 수준은 변하지 않았지만, 트리플루랄린은 종양 억제 유전자인 p53 수준을 2.5배 높였다. 추가된 p53은 세포자살률을 증가시키지 않는 것으로 보였다.

#### 식품
트리플루랄린의 높은 증기압으로 인해 가공 과정에서, 특히 맥주의 매싱과 같은 고온 과정에서 식품 잔류물이 감소한다.

## 의학적 사용
트리플루랄린은 피부의 리슈만편모충증 물집 치료를 위한 연고로 사용될 수 있다. 트리플루랄린과 다른 다이나이트로아닐린은 선택적인 항리슈만편모충 특성을 가진 튜불린 결합제이며, 리슈만편모충은 2001년에 60,000명의 사망자를 낸 질병을 유발하는 기생생물이다. 트리플루랄린의 의학적 용도 확장에 대한 연구는 낮은 수용해도와 쉬운 승화로 인해 방해받고 있다. 트리플루랄린 유사체가 시도되었으며, 일부는 밀테포신보다 더 높은 효능을 보였다; 모든 트리플루랄린 유사체는 비용혈성 및 낮은 세포 독성의 이점을 가지고 있다.
트리플루랄린은 항말라리아 특성도 가지고 있으며, 기생생물에 감염된 적혈구에 축적되지만, 낮은 용해도 때문에 효과적인 트리플루랄린 투여가 어렵다. 톡소포자충과 크립토스포리디움증 치료는 효과적이지만 용해도 때문에 제한적이다.
리포솜으로 투여된 트리플루랄린은 개에서 리슈만편모충증을 성공적으로 치료하는 데 사용되었다.

## 상표명 및 목록
- 트리플루랄린
- 트레플란
- 트리린
- 트러스트
- 트리-4
- 엣지
- 스냅샷 (이속사벤 및 트리플루랄린 혼합 제제)

상업용 제형에는 리누론, 나프로파마이드, 메트리부진, 클로마존, 테부탐, 브로목시닐 및 이옥시닐, 이소프로투론, 테르부트린, 트리에타진, 네부론 및 이속사벤과의 트리플루랄린 혼합물이 포함되었다.
트리플루랄린이 사용되는 작물은 다음과 같다: 밀, 보리, 면섬유, 트리티칼, 호밀, 해바라기, 사탕수수, 완두콩, 카놀라, 홍화, 땅콩, 담배, 비둘기콩, 루핀, 루세른, 아마씨, 콩과 작물 씨앗, 딸기, 렌틸콩, 잠두, 병아리콩, 강낭콩, 라블랍, 녹두, 보를로티콩, 적두, 팥, 감귤류, 상추, 파프리카, 토마토, 아티초크, 양파, 마늘, 브라시카, 사탕무, 파스닙, 당근 또는 콩. 트리플루랄린은 검정풀 방제에 큰 시장을 가졌지만, 잡초는 민감한 것으로 라벨에 기재되지 않았다.